# David Abercrombie

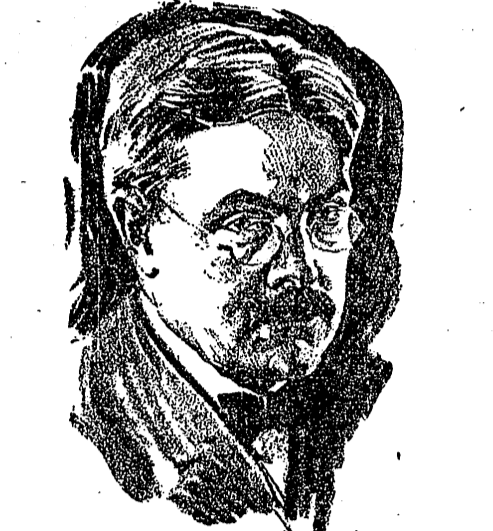
David Abercrombie

David Thomas Abercrombie (* 6. Juni 1867 in Baltimore, Maryland; † 29. August 1931 in Ossining, New York) gründete 1892 in New York das Unternehmen Abercrombie & Fitch und führte es gemeinsam mit Ezra Fitch über Jahre.

## Leben

### Familie und Ausbildung
David Thomas Abercrombie wurde am 6. Juni 1867 in Baltimore (Maryland) als Sohn des wohlhabenden Ehepaars John Morrison Abercrombie und Elizabeth Sarah Abercrombie (geborene Daniel) geboren. Sein Vater war Anwalt, seine Mutter Hausfrau. Zeitweise besuchte Abercrombie Regelklassen, aber häufig wurde er durch Privatlehrer unterrichtet.
Mit 18 Jahren wechselte Abercrombie ans Baltimore City College, das er mit einer überdurchschnittlichen Note als Ingenieur verließ. Im August 1889 fand er Arbeit bei einem Architekturbüro in Baltimore. Die Arbeit brachte Abercrombie nicht den gewünschten Erfolg. Deshalb zog er nach New York City.

### Abercrombie & Fitch
Am 4. Juni 1892 eröffnete Abercrombie an der South Street in Downtown Manhattan ein Geschäft für Angelzubehör. Schnell freundete er sich mit dem Manager Ezra Fitch an, der einer seiner Stammkunden war und stark an den Erfolg des jungen Unternehmens glaubte. Deshalb kaufte er im Februar 1900 schließlich 49 % der Anteile. 1904 folgte die Umbenennung in Abercrombie & Fitch Co. Später gerieten Abercrombie und Fitch in Streit wegen Erweiterungsvisionen seitens Fitch. Ezra Fitch wollte Niederlassungen im ganzen Staat New York eröffnen und das Unternehmen zu einem Fachgeschäft für Campingutensilien ausbauen. Abercrombie wollte sich aber lieber auf den Ausbau des Geschäfts in Manhattan konzentrieren und war gegen die Pläne von Fitch. An dieser Frage scheiterte die Zusammenarbeit der beiden Herren. Abercrombie bot Fitch deshalb seine Anteile zum Kauf an. Im September 1907 verkaufte er alle seine Anteile und verließ das Unternehmen.

### Familie
David Abercrombie hatte mit seiner Frau Lucy Abbot Cate vier Kinder: Elizabeth, Lucy, David und Abbott.

### Tod
Durch den Verkauf des Unternehmens konnte sich die Familie Abercrombie ein Anwesen in Ossining kaufen. Am 29. August 1931 starb David Abercrombie in einem Schloss mit dem Namen „Elda“ (Initialen der Vornamen seiner Kinder) auf seinem Anwesen in Ossining im Alter von 64 Jahren an rheumatischem Fieber.